# Acanthisitta chloris
Acanthisitta chloris là một loài chim trong họ Acanthisittidae. Đây là loài đặc hữu của New Zealand.

## Hình ảnh

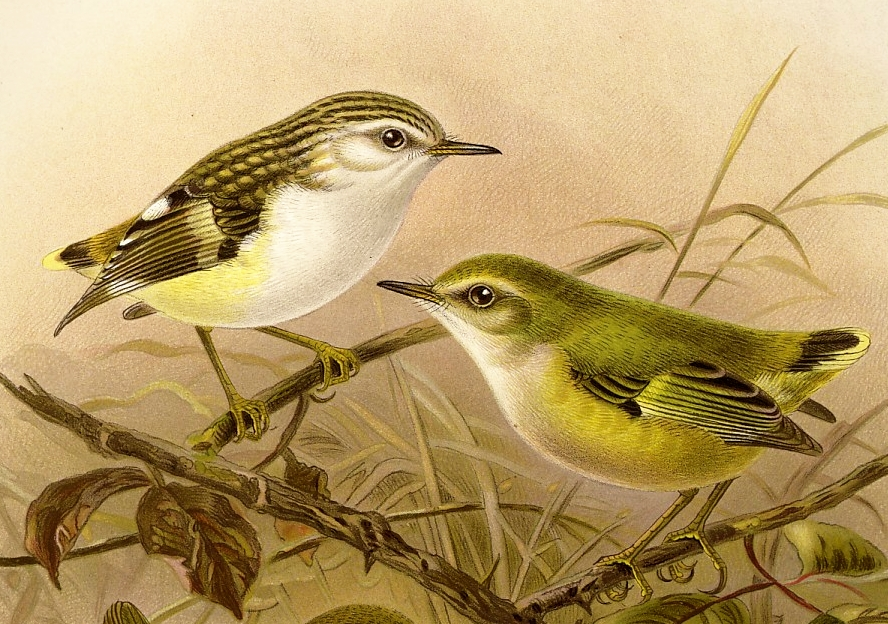